# Tibirita
Tibirita là một khu tự quản thuộc tỉnh Cundinamarca, Colombia. Thủ phủ của khu tự quản Tibirita đóng tại Tibirita Khu tự quản Tibirita có diện tích ki lô mét vuông. Đến thời điểm ngày 28 tháng 5 năm 2005, khu tự quản Tibirita có dân số 3769 người.